# Пакенем, Фрэнк, 7-й граф Лонгфорд
Фрэнсис Онжер Пакенэм, 7-й граф Лонгфорд, 1-й барон Пакенэм, барон Пакенэм из Коули (англ. Francis Aungier Pakenham, 7th Earl of Longford, 1st Baron Pakenham, Baron Pakenham of Cowley; 5 декабря 1905 — 3 августа 2001) — британский политик и социальный реформатор известен тем, что защищал интересы Яна Брэди и его подруги Майры Хиндли, пытавших, подвергавших сексуальному насилию и убивавших детей в середине 1960-х годов. Его политическая карьера в Лейбористской партии была одной из самых долгих. В период с 1947 по 1968 год он несколько раз занимал должности в правительстве. Лонгфорд был политически активен до самой смерти в 2001 году. Представитель старой землевладельческой англо-ирландской семьи Пакенэмов (ставших графами Лонгфорд), он был одним из немногих потомственных аристократов, когда-либо занимавших руководящие должности в лейбористском правительстве.
Лонгфорд был известен тем, что общался с изгоями общества и брался за непопулярные дела. Он особенно известен тем, что на протяжении всей жизни выступал за реформу пенитенциарной системы. Лонгфорд регулярно посещал тюрьмы на протяжении почти 70 лет до самой своей смерти. Он выступал за программы реабилитации и помог создать современную британскую систему условно-досрочного освобождения в 1960-х годах после отмены смертной казни. Его безуспешная кампания по освобождению «убийцы с болот» Майры Хиндли вызвала много споров в средствах массовой информации и в обществе. За эту работу его именем названа «Лонгфордская премия». Она присуждается ежегодно во время Лонгфордской лекции и отмечает достижения в области реформирования пенитенциарной системы.
Как набожный христианин, решивший претворить веру в действие, он был известен своим напыщенным стилем и эксцентричностью. Хотя он был проницательным и влиятельным политиком, он также был мало популярен среди лейбористских лидеров, особенно из-за отсутствия у него министерских способностей, и часто его переводили с одного поста на другой, ни разу не проработав более двух лет в одном министерстве. Премьер-министр от лейбористов, Гарольд Вильсон высказал мнение, что Лонгфорд обладает умственными способностями 12-летнего ребёнка.
В 1972 году он был удостоен звания рыцаря ордена Подвязки . В том же году он был назначен руководителем группы, которой было поручено исследовать эффект, который оказывает порнография на общество, итогом работы стала публикация спорного отчета. Он стал известен как участник кампании против порнографии. Лонгфорд также был откровенным критиком британской прессы и однажды сказал, что она «балансирует на грани непристойности».
Лонгфорд сыграл важную роль в декриминализации гомосексуализма в Соединённом Королевстве, но всегда откровенно высказывался, решительно осуждая с религиозной позиции гомосексуальные действия. Он выступал против дальнейшего развития законодательства о правах геев, включая уравнивание возраста согласия, а также поддержал принятие статьи 28.

## Образование
Родился в англо-ирландской аристократической семье, и был вторым сыном Томаса Пакенэма, 5-го графа Лонгфорда в пэрстве Ирландии . Он получил образование в Итонском колледже и Новом колледже в Оксфорде, где, будучи студентом, был членом Буллингдонского клуба . Несмотря на то, что ему не удалось получить стипендию, он получил высшее образование с отличием в области философии, политики и экономики и стал доном в Крайст-Черч .

## Политическая карьера

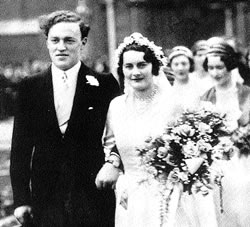
Пакенэм на своей свадьбе в 1931 году

После неудачного периода работы биржевым маклером в Buckmaster &amp; Moore в 1931 году 25-летний Пакенэм присоединился к отделу консервативных исследований, где он разработал образовательную политику для Консервативной партии. Элизабет убедила его стать социалистом. Они поженились 3 ноября 1931 года, у них родилось восемь детей. В 1940 году, всего через несколько месяцев после начала Второй мировой войны, у него случился нервный срыв, и он был уволен из армии. В том же году он стал католиком. Его жена сначала была встревожена этим, поскольку она выросла в унитарной вере и связывала Римскую церковь с реакционной политикой, но в 1946 году она присоединилась к той же церкви.
Пакенэм начал политическую карьеру. В июле 1945 года он выступал в Оксфорде против действующего консерватора Квинтина Хогга, но проиграл почти 3000 голосов. В октябре того же года лейбористским правительством Клемента Эттли он был назначен бароном Пакенэмом из Коули в городе Оксфорд в пэрстве Соединённого Королевства и занял место в Палате лордов как один из немногих коллег-лейбористов. Он был назначен камергером от Эттли. В 1947 году был назначен заместителем министра иностранных дел, вне кабинета министров, по делам британской зоны в оккупированной Германии . Он попал в заголовки газет, говоря немецкой аудитории, что британский народ простил им то, что произошло на войне; после его смерти лорд-епископ Бирмингема заметил, что канцлер Западной Германии Конрад Аденауэр должен был «считать его одним из основателей Федеративной Республики». В мае 1948 года был переведен на более низкую должность министра гражданской авиации и был приведен к присяге в Тайном совете в июне того же года. Он оставался на этом посту до мая 1951 года. С мая до падения администрации в октябре 1951 года он был Первым лордом Адмиралтейства.

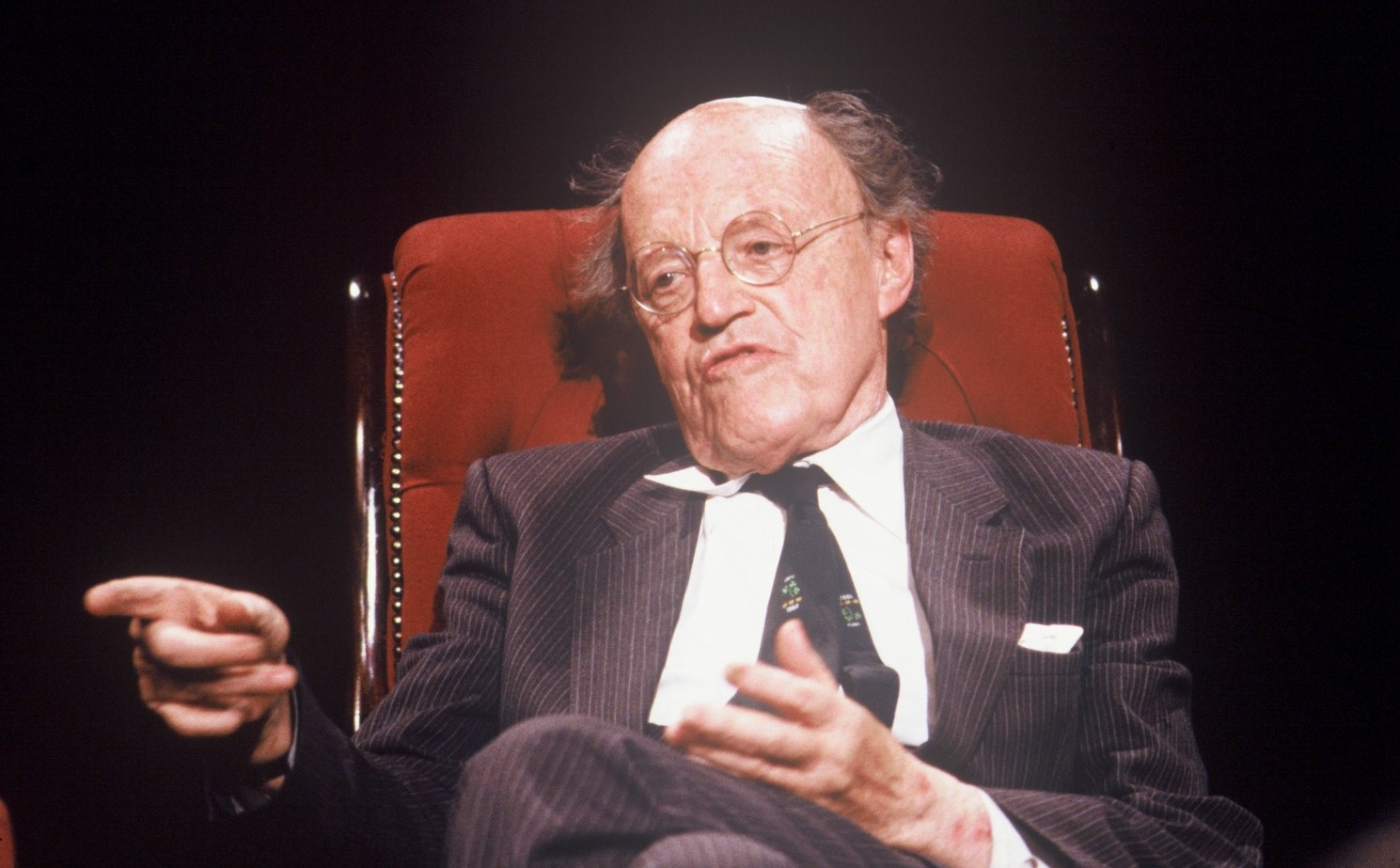
В телевизионном дискуссионном сериале After Dark в 1988 году

В 1961 году Пакенхэм унаследовал от своего брата титул графа Лонгфорд в пэрстве Ирландии и с тех пор был широко известен как лорд Лонгфорд. Когда лейбористы вернулись к власти в октябре 1964 года при Гарольде Вильсоне, Лонгфорд был назначен лордом-хранителем печати и лидером Палаты лордов несмотря на то, что Вильсон мало уважал его и однажды заметил, что его умственный возраст был как у ребёнка 12 лет. В декабре 1965 года он стал государственным секретарем по делам колоний, оставаясь лидером Палаты лордов. Спустя всего четыре месяца в Управлении по делам колоний его сняли с должности за то, что он не справился со своим делом, и снова стал лордом-хранителем печати в апреле 1966 года. Вильсон часто говорил об увольнении Лонгфорда из своего правительства, что, по мнению некоторых, привело к отставке Лонгфорда с поста лорда-хранителя печати и лидера Палаты лордов в январе 1968 года, хотя фактическим поводом для его отставки стало несогласие с министром образования Патриком Гордоном Уокером на повышение возраста окончания школы. В 1972 году он был удостоен звания Рыцаря Подвязки .

## Пенитенциарная реформа
Лонгфорд начал навещать заключенных в 1930-х годах, когда он был членом городского совета Оксфорда, и продолжал делать это каждую неделю по всей стране до самой смерти в 2001 году. Среди тысяч заключенных, с которыми он подружился и помог, было небольшое количество людей, совершивших самые громкие преступления, в том числе убийца Майра Хиндли.
В 1956 году он основал New Bridge Foundation, организацию, целью которой было помочь заключенным оставаться в контакте с обществом и снова интегрировать их в него.
New Bridge основал Inside Time в 1990 году, единственную национальную газету для заключенных Великобритании. Писатель и журналист Рэйчел Биллингтон, дочь Лонгфорда, работала над передовицей один день в неделю. Лонгфорд организовал множество дебатов по тюремной реформе в Палате лордов, начиная с 1950-х годов, а в 1963 году возглавил комиссию, в отчете которой рекомендовалось реформировать политику вынесения приговоров и создать систему условно-досрочного освобождения.
Лонгфорд был ведущей фигурой на Общенациональном фестивале света 1971 года, протестуя против коммерческой эксплуатации секса и насилия и защищая учение Христа, которое должно способствовать  восстановлению моральной стабильности в стране. Его анти-порнографическая агитация сделала его предметом насмешек, и он был назван в прессе лордом Порно, (в основном из-за тура по учреждениям секс-индустрии, который предприняли в начале 1970-х он и бывший врач тюрьмы Кристин Тэмпл-Савиль для составления отчета на собственные средства). Пресса много рассказывала о его посещениях стриптиз-клубов Копенгагена.

### Майра Хиндли
Он приобрел репутацию эксцентричного человека, прославившегося своими усилиями по реабилитации преступников и, в частности, кампанией за условно-досрочное освобождение из тюрьмы убийцы с болот Майры Хиндли, которая была заключена в тюрьму пожизненно вместе с Иэном Брэйди в 1966 году за убийства детей.
В 1977 году, через 11 лет после того, как Хиндли была осуждена за два убийства и соучастие в третьем, Лонгфорд выступил по телевидению и открыто заявил о своей убежденности в том, что Хиндли может получить условно-досрочное освобождения, поскольку она продемонстрировала явные признаки прогресса в тюрьме и работала достаточно усердно, чтобы Комиссия по условно-досрочному освобождению оценила её готовность к освобождения из тюрьмы. Он также поддержал утверждения Хиндли о том, что её роль в убийствах была просто ролью невольного соучастника, а не активного участника, и что она приняла участие только из-за принуждения и угроз Брэйди. Эти утверждения были озвучены в первом выпуске Brass Tacks, в котором приводились аргументы за и против условно-досрочного освобождения Хиндли. Энн Уэст, мать Лесли Энн Дауни, что убьёт Хиндли, если её когда-нибудь освободят.
В 1985 году он назвал «варварским» решение Совета по условно-досрочному освобождению не рассматривать прошение об освобождении Хиндли ещё пять лет. Его кампания по поддержке Хиндли продолжалась даже после того, как она призналась ещё в двух убийствах в 1986 году, что ещё больше укрепило СМИ и общественное мнение в том, что любые сообщения о прогрессе Хиндли в тюрьме были не более чем уловкой, направленной на повышение её шансов на освобождение.
В 1990 году министр внутренних дел Дэвид Уоддингтон постановил, что означает «жизнь за жизнь» для Хиндли, которой ранее, на Высоком суде, сообщалось, что ей придется отбыть минимум 25, а затем 30 лет, прежде чем она будет допущена к рассмотрению для условно-досрочного освобождения. Хиндли не была проинформирована об этом решении до декабря 1994 года, и Лонгфорд позже выразил свое "отвращение" к этому решению, сравнив её тюремное заключение с заключением евреев в нацистской Германии. К этому времени Хиндли, которая первоначально думала, что наличие «друзей в высоких сферах» может только помочь её делу, прекратила все контакты и общение с ним, теперь считая его обузой, чья «кампания» была не более чем способом рекламы его собственного имени.
Следующие три министра внутренних дел согласились с постановлением Уоддингтона. Хиндли обжаловала свой пожизненный приговор в Высоком суде в декабре 1997, ноябре 1998 и марте 2000, но каждая апелляция была отклонена. Лонгфорд утверждал, что она изменилась и больше не представляет угрозы для общества и имеет право на условно-досрочное освобождение. Он регулярно комментировал, наряду с несколькими другими сторонниками Хиндли, что она была « политической заключенной », которую держали в тюрьме для голосования, чтобы служить интересам преемственности министров внутренних дел и их соответствующих правительств. Позже из документов министерства внутренних дел выяснилось, что в 1975 году Лонгфорд также продвигал различных министров правительства, в том числе министра внутренних дел Роя Дженкинса, на пользу Брэди. Это привело к тому, что Брэди получил особое лечение, оставаясь в тюремной больнице, а не был возвращен в изолятор. Это дало ему доступ к подросткам, находящимся под «опекой над несовершеннолетними»; его исключили из этой привилегированной ситуации только в 1982 году, после того как несколько несовершеннолетних сокамерников обвинили его в сексуальном насилии.
В марте 1996 года Лонгфорд поддержал заявление Хиндли в журнале Оксфордского университета о том, что она все ещё находится в тюрьме, только потому, что консервативное правительство, отставшее в опросах общественного мнения с осени 1992 года, получило больше голосов. Это заявление было встречено с гневом матерями двух жертв убийств, в том числе Энн Уэст, которая возглавляла кампанию, целью которой было гарантировать, что Хиндли никогда не будет освобождена, и ещё раз поклялась убить Хиндли, если та будет освобождена.  Лонгфорд регулярно осуждал СМИ за «манипулирование» Уэст и подпитку её стремления к мести, особенно критически относясь к газете The Sun за её «эксплуатацию» Уэст - ссылаясь на её многочисленные телевизионные и газетные интервью, в которых она выступала против любых предположений об условно-досрочном освобождении Хиндли, часто угрожая убить её, если она когда-либо будет освобождена. Как сообщается, в 1986 году Лонгфорд сказал Уэст, что, если она не простит Хиндли и Брэди, она не попадет в рай после смерти. Он также прокомментировал, что ему «очень жаль ее, но позволить ей решать судьбу Майры было бы нелепо».
Хиндли умерла в ноябре 2002 года, так и не получив условно-досрочного освобождения.
История кампании Лонгфорда по освобождению Хиндли была рассказана в фильме Channel 4 Longford в 2006 году. Лонгфорда сыграл Джим Бродбент (который получил премию BAFTA за свою роль), а Хиндли сыграла Саманта Мортон .

## Декриминализация гомосексуализма
В 1956 году Лонгфорд начал первые парламентские дебаты в поддержку Отчета Вольфендена, который рекомендовал декриминализацию гомосексуализма . Он был стойким общественным сторонником лорда Монтегю и его возлюбленного Питера Уайлдблада после того, как в начале 1950-х годов они были заключены в тюрьму за нарушение законов, направленных против геев, и регулярно навещал их в тюрьме.
В 1960-х годах, возглавив компанию по декриминализации гомосексуализма в Англии и Уэльсе, он по-прежнему придерживался точки зрения, согласно которой гомосексуализм «вызывает тошноту» и что, несмотря на любые изменения в законе, это «совершенно незаконно». Он считал, что гомосексуализму можно научить.
В середине 1980-х Лонгфорд был активным сторонником введения Статьи 28 консервативным правительством Маргарет Тэтчер и во время парламентских дебатов высказал свое мнение, что гомосексуалисты являются «инвалидами». Статья 28 стала законом в 1988 году, но Лонгфорд продолжал поддерживать её и боролся против отмены закона, когда новое лейбористское правительство пришло к власти в 1997 году. Закон был отменен в 2003 году.

Лонгфорд также выступил против планов лейбористского правительства уравнять возраст согласия для геев (в то время 18) с возрастом для гетеросексуальных мужчин (16), и в дебатах в Палате лордов 1998 года он заметил, что:
... если бы кто-то соблазнил мою дочь, это было бы ужасно, но не смертельно. Она выздоровеет, выйдет замуж и родит много детей ... С другой стороны, если какой-нибудь пожилой или не очень пожилой учитель соблазнит одного из моих сыновей и научит его быть гомосексуалистом, он погубит его на всю жизнь. Это фундаментальное различие.
Широко разрекламированное осуждение Лонгфорда гомосексуализма в конце 1980-х сделало его мишенью комика Джулиана Клэри, который часто высмеивал его в своих сценических шоу и выступлениях на телевидении.

## Реформы Палаты лордов (1999)
Согласно Закону о Палате лордов 1999 года, большинство потомственных пэров лишились права места и права голоса в Палате лордов . Однако Лонгфорд был одним из четырёх человек, которые были потомственными пэрами в первом поколении (в его случае - 1-го барона Пакенэма). Таким образом, он был пожалован пэром и остался в лордах как барон Пакенэм из Коули, в графстве Оксфордшир.  В возрасте 93 лет он стал вторым по возрасту человеком, удостоенным титула пэра (после лорда Мэнана ).

## Сочинения
Известный своим интересом к истории Ирландии, он написал ряд книг по этой теме. Мир через испытание: отчет из первых рук о переговорах и подписании англо-ирландского договора 1921 года, опубликованный в 1935 году, вероятно, является его самой известной работой, которая документирует переговоры по англо-ирландскому договору 1921 года. В его отчете используются первоисточники того времени, и он широко известен как исчерпывающий отчет об этом аспекте ирландской истории. Лонгфорд очень восхищался Имоном де Валера и был выбран в качестве соавтора его официальной биографии Имон де Валера, которая была опубликована в 1970 году и написана в соавторстве с Томасом П. О'Нилом . В течение десятилетий он проводил кампанию за восстановление завещанных Хью Лейном картин в Дублине, и с лордом Мойном и сэром Денисом Махоном заключил компромиссное соглашение о совместном использовании в 1959 году

## Личная жизнь
В Оксфорде Лонгфорд познакомился со своей будущей женой Элизабет Харман, студенткой колледжа Леди-Маргарет Холл. В браке родились четыре сына и четыре дочери, а затем 26 внуков и 18 правнуков.
1. Леди Антония Маргарет Кэролайн Пакенэм (родилась 27 августа 1932 г.), писатель; в 1-м браке с Хью Фрейзером от которого было 6 детей, во 2-м браке за Гарольдом Пинтером, до его смерти
2. Томас Фрэнсис Дермот Пакенем, 8-й граф Лонгфорд (род. 14 августа 1933 г.), историк; женат
3. Достопочтенный Патрик Морис Пакенэм (17 апреля 1937 — 8 июня 2005[35]), барристер; был женат на Мэри Пламмер, трое детей
4. Джудит Элизабет Пакенэм (14 августа 1940 — 18 сентября 2018), писатель; ранее была замужем за Александром Джоном Казанцисом, двое детей
5. Леди Рэйчел Мэри Пакенэм (родилась 11 апреля 1942 г.), писатель; замужем за режиссёром Кевином Биллингтоном, трое детей
6. Достопочтенный Сэр Майкл Эйдан Пакенэм (р. 3 ноября 1943 г.), дипломат; женат на Мете Ландрет Доук, двое детей
7. Леди Кэтрин Роуз Пакенэм (28 февраля 1946 — 11 августа 1969), журналист; погибла в автокатастрофе, не замужем.
8. Достопочтенный Кевин Джон Туссен Пакенэм[36] (1 ноября 1947 — 19 июля 2020), банкир;[37] женат на Рут Джексон[38], затем Клэр Хоар, затем Ронке Филлипс; шестеро детей[39].

Лонгфорд умер в августе 2001 года в возрасте 95 лет и был кремирован в крематории Мортлейк.
Его жена, Элизабет Пакенэм, графиня Лонгфорд, умерла в октябре 2002 года в возрасте 96 лет Она была автором Victoria R.I .(1964), биографии королевы Виктории, опубликованной в США как Born to Succeed . Она также написала двухтомную биографию герцога Веллингтона и том мемуаров «Галечный берег» . Она баллотировалась в парламент как кандидат от лейбористов от Челтенхэма на всеобщих выборах 1950 года .
Питер Стэнфорд написал в The Guardian некролог Лонгфорда, в котором пишет, что в конце 1980-х годов, тот связался с солиситором молодого голландца, признанного виновным в совершении преступления и отправленного в тюрьму Олбани на острове Уайт, который страдал от СПИДа и был отрезан от своей семьей. Лонгфорд был единственным человеком, который навещал умирающего, и этот жест повторялся в бесчисленных эпизодах, которые никогда не попадали в заголовки газет, но приносили помощь и облегчение.
Премьер-министр Тони Блэр сказал о Лонгфорде после его смерти: «Он был великим человеком, страстным, цельным и человечным, а также великим реформатором, приверженным модернизации права, при этом глубоко заботясь о людях».

## Фонд Лонгфорда
Longford Trust отмечает достижения и продолжает работу Лонгфорда. Он был основан в 2002 году друзьями и поклонниками для достижения целей, которые он преследовал, в частности, в области социальной и тюремной реформы. Каждый год Фонд проводит лекцию, являющуюся частью серии, открытой в 2002 году, которую ежегодно проводит Джон Сноу . Он также присуждает премию Лонгфорда отдельным лицам, группам и организациям, получившим высокую оценку в области реформы пенитенциарной системы.

## Заметки
1. 1 2 3 4 5 6 7 8 9 10 11  Lundy D. R. Francis Aungier Pakenham, 7th Earl of Longford // The Peerage (англ.)
2. 1 2  Francis Aungier Pakenham 7th earl of Longford // Encyclopædia Britannica (англ.)
3. 1 2 3 4 5 6 7 8 9 10 11  Kindred Britain
4. ↑  Hoge, Warren (6 августа 2001). Lord Longford, Champion of Eccentric Causes, Dies at 95. The New York Times. Архивировано 18 октября 2020. Дата обращения: 9 марта 2015.
5. 1 2  Longford Prize. longfordtrust.org. Дата обращения: 17 октября 2020. Архивировано 18 октября 2020 года.
6. 1 2  Stanford, Peter. Obituary: Lord Longford. The Guardian. London. Архивировано 17 октября 2020. Дата обращения: 17 октября 2020.
7. 1 2 3  Stanford, Peter (6 августа 2001). Lord Longford. The Guardian. London. Архивировано 17 октября 2020. Дата обращения: 23 октября 2013.
8. ↑  Walker, Andrew. The saint and the sinner. BBC News (19 октября 2006). Дата обращения: 17 октября 2020. Архивировано 17 октября 2020 года.
9. 1 2  Campaigning Lord Longford dies. cnn.com. 3 августа 2001. Архивировано 4 октября 2018. Дата обращения: 17 октября 2020.
10. ↑  Stanford, Peter (7 июля 2003). Dangerous Liaison. The Telegraph. Архивировано 18 октября 2020. Дата обращения: 17 октября 2020.
11. ↑  «Campaigner Lord Longford dies» Архивная копия от 7 декабря 2008 на Wayback Machine, BBC News, 3 August 2001. Retrieved on 31 March 2007.
12. ↑  Mary Craig, Longford — A Biographical Portrait (Hodder & Stoughton, 1978), pp. 59-61
13. ↑  UK Parliament; House of Lords. House of Lords; Volume 627. 15 октября 2001. Архивировано 18 октября 2020. Дата обращения: 17 октября 2020.
14. ↑  Peering at the Catholic lords. Catholic Herald. 18 января 1985. Архивировано 12 декабря 2013. Дата обращения: 17 октября 2020.
15. ↑  Mary Craig, Longford — A Biographical Portrait (Hodder & Stoughton, 1978), pp. 149
16. ↑  Stanford, Peter, "Looking for a Way Out", The Independent, 20 July 2003; retrieved on 31 March 2007.
17. ↑  ABOUT US. New Bridge Foundation. Дата обращения: 16 ноября 2014. Архивировано из оригинала 27 ноября 2014 года.
18. ↑  Inside Story: Prison media. The Independent (18 февраля 2008). Дата обращения: 16 ноября 2014. Архивировано 18 октября 2020 года.
19. ↑  Billington, Rachel (November 2014). Month by Month. Inside Time Newspaper. Архивировано 29 ноября 2014. Дата обращения: 17 октября 2020.
20. ↑  Crime – a challenge to us all: report of the Labour Party Study Group (Chairman: Lord Longford). London: Labour Party Study Group. 1964. Архивировано 17 октября 2020. Дата обращения: 17 октября 2020.
21. ↑  Brass Tacks: Freedom for Myra Hindley?. Brass Tacks. 6 июля 1977. Архивировано 18 октября 2020. Дата обращения: 17 октября 2020.
22. ↑  Case for release of Myra Hindley From Mr David L Astor and Lord Longford. The Times. 13 декабря 1994.
23. ↑  Staff, Duncan (13 октября 2006). Dangerous Liaison. The Guardian. Архивировано 17 октября 2020. Дата обращения: 17 октября 2020.
24. ↑  How Moors murderer Brady had access to vulnerable teens in jail. BBC News. 26 июня 2019. Архивировано 17 октября 2020. Дата обращения: 17 октября 2020.
25. ↑  Hindley votes claim lashed. thefreelibrary.com. Дата обращения: 23 марта 2016. Архивировано 22 октября 2020 года.
26. ↑  Why Myra must never be freed; Scots detective who arrested evil Hindley ends 30-year silence. bernardomahoney.com (23 марта 2016). Архивировано из оригинала 9 декабря 2008 года.
27. ↑  With release in sight and after 36 years in jail, Myra Hindley dies. The Guardian. 15 ноября 2002. Архивировано 18 октября 2020. Дата обращения: 17 октября 2020.
28. ↑  Stanford, Peter (2003). The Outcast's Outcast: A Biography of Lord Longford. Stroud: Sutton Publishing. pp. 512 pp. ISBN 0-7509-3248-1.
29. ↑  Galloway, Bruce. Prejudice and Pride: Discrimination Against Gay People in Modern Britain, Routledge & Keegan Paul Publishing, 1983, (page 85 - Nigel Warner).
30. ↑  Workers' Liberty. workersliberty.org. Дата обращения: 17 октября 2020. Архивировано 7 января 2020 года.
31. ↑  Stonewall website - Sexual Offences Amendment Bill (1999) - Parliamentary Briefing (page 11)
32. ↑  Julian Clary - The Mincing Machine Tour - Virgin Video Media (1989)
33. ↑  Wilkinson, Burke. The Zeal of the Convert: the Life of Erskin Childers. — Second Chance Press, 1985. — ISBN 978-0-933256-53-8.
34. ↑  Foster, Roy (30 мая 2015). How Ireland was robbed of Hugh Lane's great art collection. The Guardian.
35. ↑  Obituaries — Patrick Pakenham. The Daily Telegraph. 22 июня 2005. Архивировано 18 октября 2020. Дата обращения: 17 октября 2020.
36. ↑  Hon. Kevin John Toussaint Pakenham. National Portrait Gallery, London. Дата обращения: 5 августа 2020. Архивировано 17 октября 2020 года.
37. ↑  Team: Kevin Pakenham. pakenhampartners.com. Дата обращения: 17 октября 2020. Архивировано из оригинала 23 декабря 2018 года.
38. ↑  Ruth Lesley Pakenham (née Jackson). National Portrait Gallery, London. Дата обращения: 5 августа 2020. Архивировано 18 октября 2020 года.
39. ↑  Kevin Pakenham obituary. The Times. Дата обращения: 5 августа 2020. Архивировано 20 октября 2020 года.
40. ↑  Mortlake Crematorium (PDF). On Kew. Spring 2006. Архивировано (PDF) 12 декабря 2013. Дата обращения: 17 октября 2020.
41. ↑  Bradford, Sarah (24 октября 2002). The Countess of Longford. The Independent. London. Архивировано 6 июля 2009. Дата обращения: 22 октября 2008.

## Фильмы о лорде Лонгфорде
- Лонгфорд (2006): попытки Лонгфорда добиться условно-досрочного освобождения для убийцы детей Майры Хиндли были экранизированы в фильме Channel 4, где Лонгфорда играет Джим Бродбент, Саманта Мортон - Майрой Хиндли, Линдси Дункан - леди Лонгфорд и Энди Серкис - Яном Брэди .

## Книги о лорде Лонгфорде
- Stanford, Peter. The Outcast's Outcast: A Biography of Lord Longford. — Stroud, UK : Sutton Publishing, 2003. — P. 512. — ISBN 0-7509-3248-1.
- Фрейзер, Антония (2015), Моя история: воспоминания о взрослении, Нью-Йорк: Doubleday. [Рассказ, личный и политический, дочери Пакенхема. ]